# Тарасово (Грязовецький район)
Тара́сово (рос. Тарасово) — присілок у складі Грязовецького району Вологодської області, Росія. Входить до складу Вохтозького міського поселення.

## Населення
Населення — 122 особи (2010; 135 у 2002).
Національний склад (станом на 2002 рік):
- росіяни — 99 %